# 佩鲁瓦 (涅夫勒省)
佩鲁瓦（法語：Perroy，法語發音：[pɛʁwa] ⓘ）是法国涅夫勒省的一个市镇，位于该省西北部，属于卢瓦尔河畔科讷库尔区。

## 地理
佩鲁瓦（47°23'55"N, 3°9'38"E）面积21.68 平方千米，位于法国勃艮第-弗朗什-孔泰大區涅夫勒省，该省份为法国中部省份，北至约讷省，西北接卢瓦雷省，西接谢尔省，南至阿列省，东南接索恩-卢瓦尔省，东临科多尔省。
与佩鲁瓦接壤的市镇（或旧市镇、城区）包括：锡耶、阿利尼科讷、科尔梅里、库卢特尔、栋济。
佩鲁瓦的时区为UTC+01:00、UTC+02:00（夏令时）。

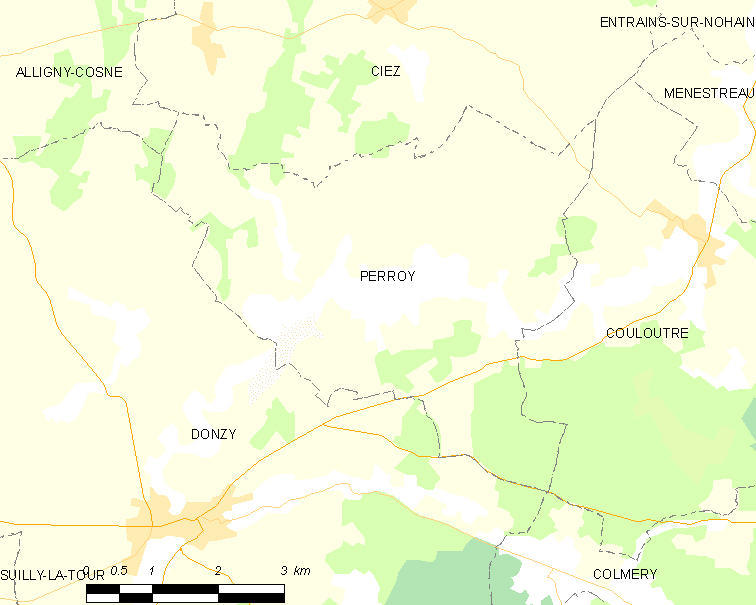
佩鲁瓦的OSM定位图

## 行政
佩鲁瓦的邮政编码为58220，INSEE市镇编码为58209。

## 交通
涅夫勒省省道D1线、D33线、D152线、D237线经过境内。

## 政治
佩鲁瓦所属的省级选区为卢瓦尔河畔普伊县。

## 人口

1962-2008年间佩鲁瓦人口变化图示

佩鲁瓦于2022年1月1日时的人口数量为148人。